# Mohammed Kabir Ludin
Mohammed Kabir Ludin (* 1907; † 14. Januar 1966 in Neu-Delhi) war ein afghanischer Diplomat.

## Leben
Mohammed Kabir Ludin gehörte zu einer Gruppe Studenten, welche Mohammed Nadir Schah 1932 in die Vereinigten Staaten sandte. Er studierte an der Cornell University Ingenieurwesen.
Ludin war 1954 Botschafter beim UN-Hauptquartier in New York City. Vom 5. Dezember 1957 bis 1960 war er Ambassador to the Court of St James’s und war auch in Den Haag als Botschafter akkreditiert. Von 1962 bis 1964 war er erneut Botschafter in London. Von 1965 bis 1966 war er Botschafter in Washington, D.C. Am 16. Februar 1965 wurde er als Botschafter in Neu-Delhi, Indien akkreditiert, Ende 1965 suchte er dort ein Krankenhaus auf, wo er an einem Herzinfarkt starb.